# Moment PRIDE-LIVE
『Moment PRIDE-LIVE』は、今井美樹の4枚目のライブ・アルバム。1998年3月25日にフォーライフ・レコードよりリリースされた。
『Moment』『「Moment」PRIDE-LIVE』『Moment〜TOUR 1997 "PRIDE"』『Moment - TOUR 1997 "PRIDE"』などとも表記される。

## 概要
前作より8ヶ月ぶり、ライブアルバムとしては1年9ヶ月ぶりとなるアルバム。
1997年に行われた「PRIDE」コンサートツアーの音源を収録。クマ原田、ROBERT AHWAI、WINSTON DELANDRO、GODFREY WANG、山木秀夫らが演奏として参加。

## 収録曲
ディスク1
1. PRIDE～OVERTURE～(2:35)
作曲　布袋寅泰
2. LAST JUNCTION(4:59)
作詞　今井美樹　作曲　布袋寅泰
3. I CAN'T STOP LOVIN' U(5:21)
作詞　布袋寅泰　作曲　布袋寅泰
4. Sunny Sunday(6:32)
作詞　今井美樹　作曲　布袋寅泰
5. No1(4:06)
作詞　今井美樹　作曲　布袋寅泰
6. 去年は8月だった(6:09)
作詞　麻生圭子　作曲　MAYUMI
7. Miss You(6:04)
作詞　岩里祐穂　作曲　布袋寅泰
8. 半袖(5:01)
作詞　岩里祐穂　作曲　上田知華
9. P. S. I LOVE YOU(2:51)
作曲　ジョニー・マーサー、ゴードン･ジェンキンス
1934年に発売されたポピュラーソングのカバー
10. OVER THE RAINBOW(5:27)
作詞　布袋寅泰　作曲　布袋寅泰
11. アラビアン・ナイト(6:08)
作詞　布袋寅泰　作曲　布袋寅泰
12. 永遠のメモリー(6:40)
作詞　布袋寅泰　作曲　布袋寅泰

ディスク2
1. Windy noon(4:04)
作曲　布袋寅泰
2. 雨にキッスの花束を(4:41)
作詞　岩里祐穂　作曲　KAN
3. もっと もっと もっと(5:13)
作詞　岩里祐穂　作曲　上田知華
4. Bluebird(5:01)
作詞　岩里祐穂　作曲　布袋寅泰
5. The Days I Spent With You(6:22)
作詞　岩里祐穂　作曲　布袋寅泰
6. 幸せになりたい(5:56)
作詞　上田知華　作曲　上田知華
7. DRIVEに連れてって(6:31)
作詞　布袋寅泰　作曲　布袋寅泰
8. Ruby(6:34)
作詞　岩里祐穂　作曲　布袋寅泰
9. 私はあなたの空になりたい(4:47)
作詞　今井美樹　作曲　布袋寅泰
10. PRIDE(10:54)
作詞　布袋寅泰　作曲　布袋寅泰